# Dumbo (personaj)
Dumbo este un personaj fictiv din povestirea Dumbo scrisă de Helen Aberson și Harold Pearl. Este cunoscut pentru faptul că, fiind un elefănțel, reușește să zboare cu ajutorul urechilor masive. Filmul bazat pe roman a fost realizat de studiourile Disney.